# Ванка, Йоханна
Йоханна Ванка (нем. Johanna Wanka, род. 1 апреля 1951, Розенфельд) — немецкий математик и политик. Профессор математики, доктор наук, в 1994—2000 ректор университета прикладных наук в Мерзебурге. Участница мирной революции 1989 в ГДР. Соучредитель движения Новый форум. В объединённой Германии — деятель ХДС, с 14 февраля 2013 — федеральный министр образования в правительстве Ангелы Меркель.

## Профессиональная и научная деятельность
Школьное образование получила в Гростребен-Цветау (политехническое училище) и Торгау. Освоила также профессию агротехника. В 1970 поступила на математический факультет Лейпцигского университета, окончила в 1974.
В 1980 защитила докторскую диссертацию на тему «Решение проблем контактов и управления с помощью потенциально-теоретических средств». В 1985—1993 — научный сотрудник, с 1993 — профессор университета прикладных наук Мерзебурга.
В 1994 Йоханна Ванка — ректор университета прикладных наук. Занимала этот пост до 2000 года, когда получила должность в правительстве земли Бранденбург.

## Политическая активность. Министерские посты
В сентябре 1989 Йоханна Ванка выступила соучредителем движения Новый форум. Состояла в мерзебургском региональном руководстве движения. Участвовала в мирной революции, завершившейся падением режима СЕПГ и воссоединением ГДР с ФРГ.
В отличие от большинства лидеров «Нового форума», Ванка придерживалась не левых демосоциалистических, а правоцентристских христианско-демократических взглядов. В 2001 году вступила в ХДС. С 2003 по 2010 состояла в региональном руководстве ХДС Бранденбурга. В 2004—2010 — депутат ландтага Бранденбурга.
С 2000 по 2009 Йоханна Ванка — министр науки, исследований и культуры в земельном правительстве Бранденбурга. В 2010 заняла аналогичную должность в Нижней Саксонии (по предложению тогдашнего главы земельного правительства, Кристиана Вульфа, в 2010—2013 президента ФРГ). Комментаторы отмечали умение министра Ванки эффективно вести диалог с социал-демократической и посткоммунистической оппозицией.
После земельных выборов в Нижней Саксонии в январе 2013 произошла смена правительства. К власти в регионе пришла левоцентристская коалиция СДПГ и Союз 90/Зелёные. Йоханна Ванка оставила земельный министерский пост.
В начале февраля 2013 разгорелся скандал вокруг диссертационного плагиата министра образования ФРГ Аннетте Шаван. 14 февраля 2013 на должность министра образования Германии назначена Йоханна Ванка.

## Личная жизнь
Йоханна Ванка замужем за профессором математики Гертом Ванкой. Имеет двоих детей. Семья Ванка проживает в Потсдаме.